# Ланаса
Ланаса је личност из грчке митологије. 

## Митологија
Била је кћерка Клеодаја, Неоптелемова љубавница и Пирова мајка. Према Јустину, Неоптелем је Ланасу одвео из храма Зевса Додонеја у Епиру и са њом је имао осморо деце.